# Peromyscus guatemalensis
Peromyscus guatemalensis es una especie de roedor de la familia Cricetidae.

## Distribución geográfica
Se encuentra en Guatemala y México. 